# Teucholabis (Teucholabis) paraplecioides
Teucholabis (Teucholabis) paraplecioides is een tweevleugelige uit de familie steltmuggen (Limoniidae). De soort komt voor in het Oriëntaals gebied.